# Preacher (serie televisiva)
Preacher è una serie televisiva statunitense sviluppata da Evan Goldberg, Seth Rogen e Sam Catlin per la AMC.
Si tratta di un adattamento dell'omonima serie a fumetti creata da Garth Ennis e Steve Dillon e pubblicata dalla statunitense Vertigo di DC Comics. La serie è stata ordinata ufficialmente il 9 settembre 2015 ed è trasmessa dal 22 maggio 2016.

## Trama
Preacher è incentrato su Jesse Custer, un predicatore combattuto di una piccola città del Texas che si unisce con Genesis, una potente creatura fuggita dal Paradiso. Insieme alla sua ex ragazza, Tulip, e a un vampiro irlandese chiamato Cassidy, Jesse si imbarca in un viaggio per trovare letteralmente Dio.

## Episodi
| Stagione         | Episodi | Prima TV USA | Pubblicazione Italia |
| ---------------- | ------- | ------------ | -------------------- |
| Prima stagione   | 10      | 2016         | 2016                 |
| Seconda stagione | 13      | 2017         | 2017                 |
| Terza stagione   | 10      | 2018         | 2018                 |
| Quarta stagione  | 10      | 2019         | 2019                 |

## Personaggi e interpreti

### Personaggi principali
- Jesse Custer (stagioni 1-4), interpretato da Dominic Cooper, doppiato da Ruggero Andreozzi.
Un predicatore di una piccola città, con un passato da criminale e che riceve un nuovo potere per comandare gli altri a fare quello che dice, in cerca di Dio.[3]
- Cassidy (stagioni 1-4), interpretato da Joe Gilgun, doppiato da Alessandro D'Errico.
Un vampiro irlandese migliore amico di Custer, che si unisce a Jesse e Tulip nella ricerca di Dio.[4]
- Tulip O'Hare (stagioni 1-4), interpretato da Ruth Negga, doppiata da Maddalena Vadacca.
La ragazza pericolosa e combinaguai di Jesse.[2]
- Emily Woodroow (stagione 1), interpretato da Lucy Griffiths, doppiata da Gea Riva.
Un personaggio descritto come "madre single, cameriera, organista della chiesa, contabile e fedele braccio destro di Jesse".[5]
- Sceriffo Hugo Root (stagione 1; guest star stagione 2), interpretato da W. Earl Brown, doppiato da Marco Pagani.
Lo sceriffo locale di Annville e crudele padre di Eugene Root, un rozzo e complottista redneck il cui punto debole è lo stesso figlio.[6]
- Donnie Schenck (stagione 1), interpretato da Derek Wilson, doppiato da Lorenzo Scattorin.
Un figurante nelle rievocazioni della guerra civile che litiga spesso con Jesse, ma nonostante ciò è sempre presente alla messa domenicale. Braccio destro di Odin Quincannon.[7][8]
- Eugene "Arseface" Root (stagioni 1-4), interpretato da Ian Colletti, doppiato da Andrea Oldani.
Il parrocchiano più fedele di Jesse, figlio dello sceriffo, rimasto sfigurato dopo essersi sparato da solo in faccia.[9]
- Fiore (stagione 1; guest star stagioni 2, 4), interpretato da Tom Brooke, doppiato da Alessandro Zurla.
Uno dei due angeli di Adelphi con il compito di sorvegliare la creatura Genesis, metà demone e metà angelo.[10]
- DeBlanc (stagione 1), interpretato da Anatol Yusef, doppiato da Matteo Zanotti.
Uno dei due angeli di Adelphi con il compito di sorvegliare la creatura Genesis, metà demone e metà angelo.[11]
- Il Santo degli Assassini (stagioni 1-4), interpretato da Graham McTavish, doppiato da Paolo Sesana.
Un assassino con poteri soprannaturali inviato dall'Inferno per uccidere Jesse.[12] Le sue pistole non sbagliano mai un colpo.
- Herr Starr (stagioni 2-4), interpretato da Pip Torrens, doppiato da Claudio Moneta.
Membro di un'organizzazione potente e super-segreta.[13] Starr è stato brevemente introdotto nell'episodio della prima stagione Possibilità, sebbene interpretato da un attore diverso.[14][15]
- Adolf Hitler (stagioni 2-4), interpretato da Noah Taylor, doppiato da Luca Ghignone.
Un detenuto dell'Inferno.[13]
- Lara Featherstone (stagioni 2-4), interpretata da Julie Ann Emery.[13]
- Hoover (stagione 3; ricorrente stagione 2), interpretato da Malcolm Barrett.[13][16]
- T.C. (stagione 3; cameo stagione 2), interpretato da Colin Cunningham.
Uno scagnozzo di Marie L'Angelle. Questo personaggio è stato brevemente introdotto tramite flashback nel finale della seconda stagione, interpretato da una controfigura.[17][18][16]
- Marie L'Angelle (stagione 3; cameo stagione 2), interpretata da Betty Buckley.
La nonna materna di Jesse. Questo personaggio appare la prima volta in un flashback nell'episodio della seconda stagione Vie d'uscita, interpretato da Julie Oliver-Touchstone.[19][18]
- Dio/Mark Harelik (stagione 4; ricorrente stagioni 2-3; guest star stagione 1), interpretato da Mark Harelik.
- Humperdoo/Gesù Cristo (stagione 4; ricorrente stagione 3; guest star stagione 2), interpretato da Tyson Ritter.
Humperdoo è l'ultimo discendente vivente di Gesù Cristo.

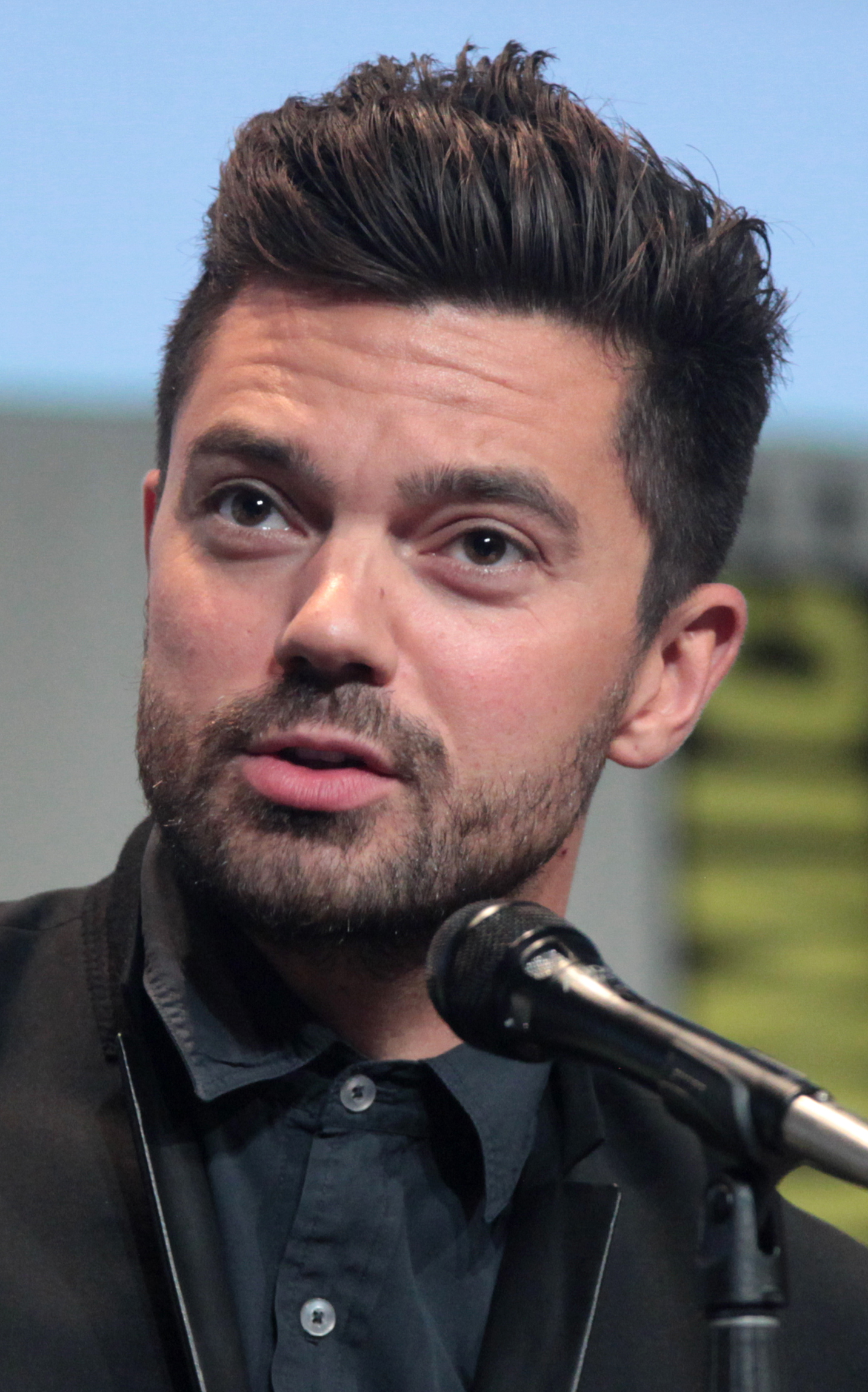
Dominic Cooper interpreta Jesse Custer
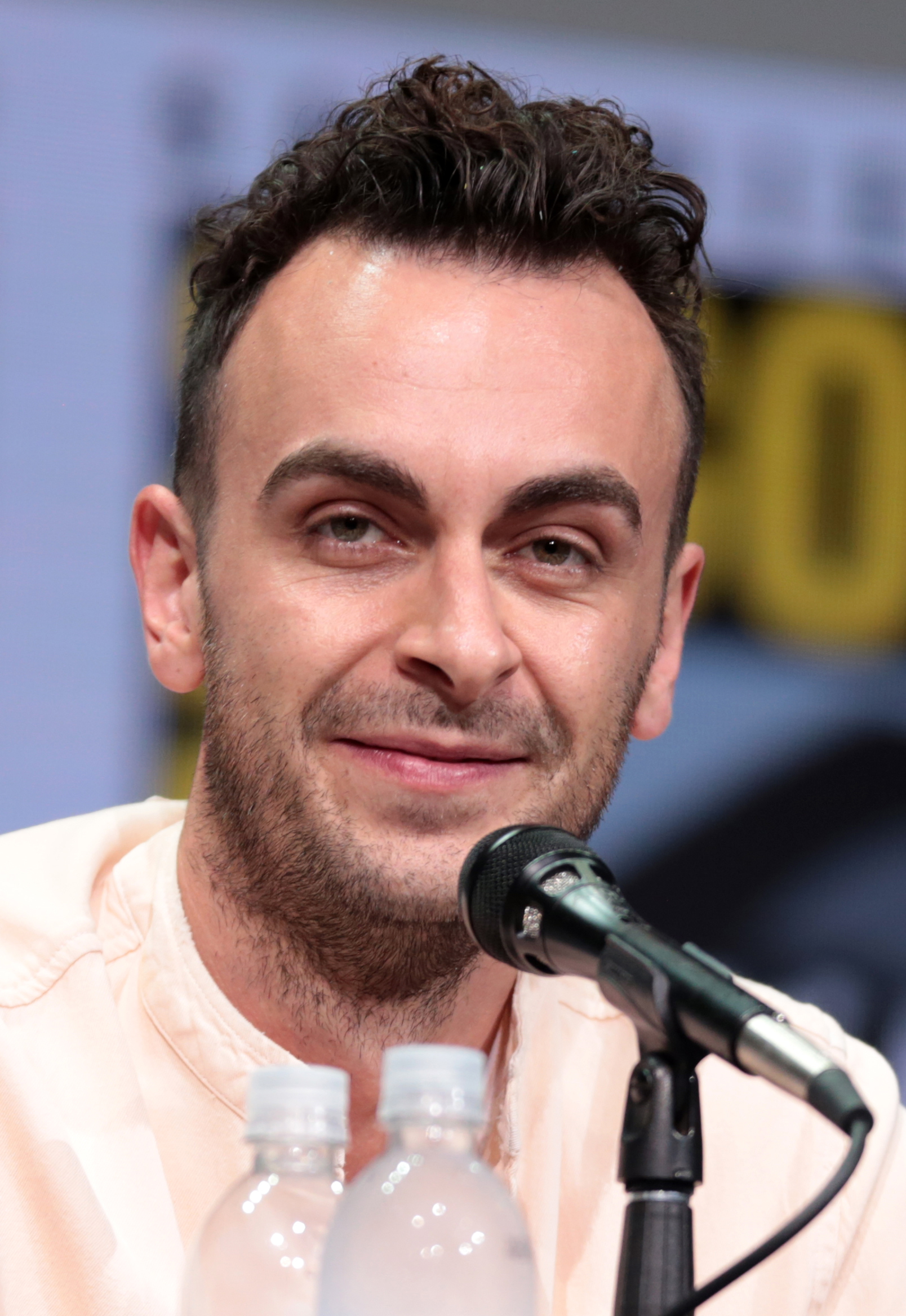
Joseph Gilgun interpreta Cassidy
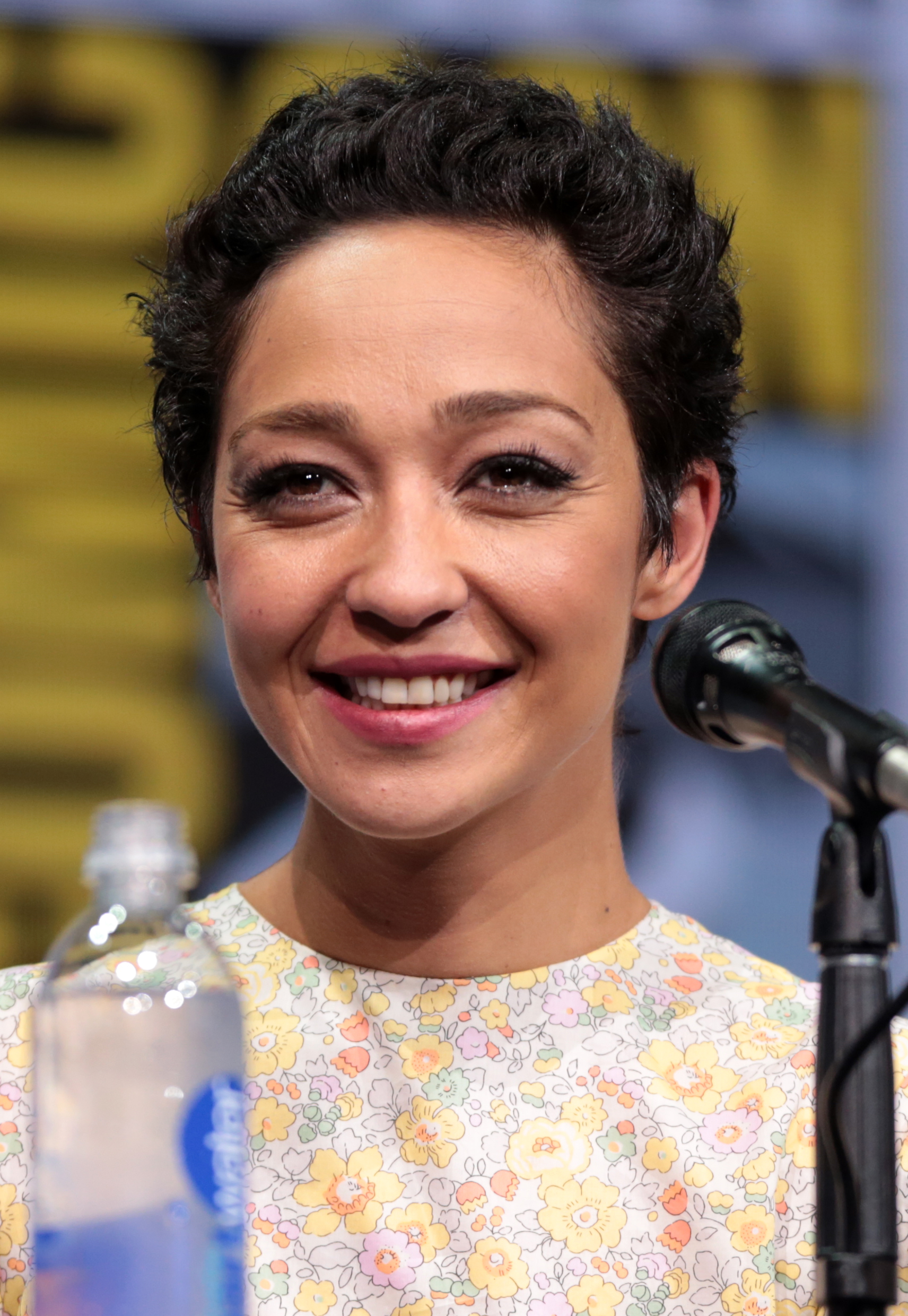
Ruth Negga interpreta Tulip O'Hare
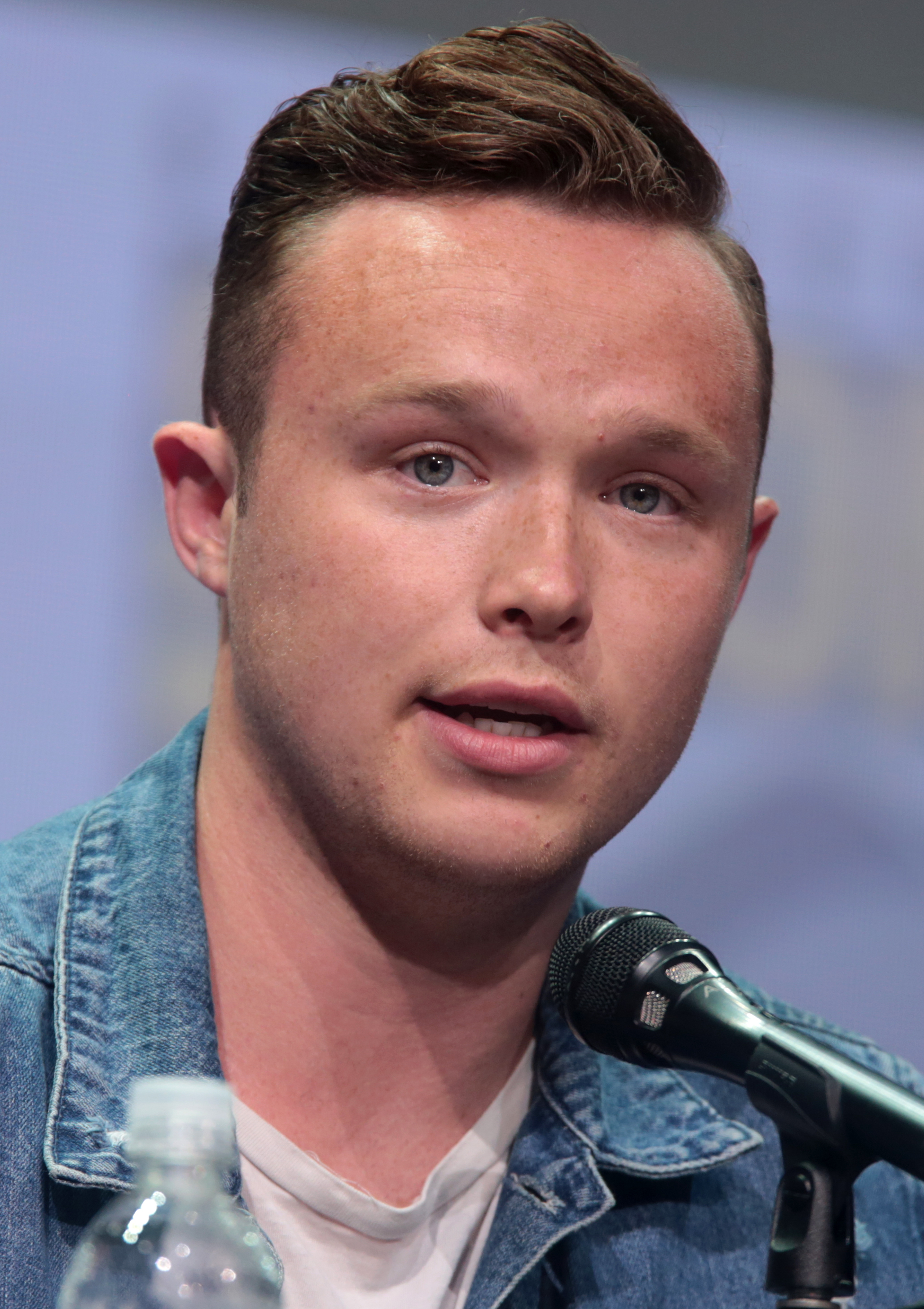
Ian Colletti interpreta Eugene Root
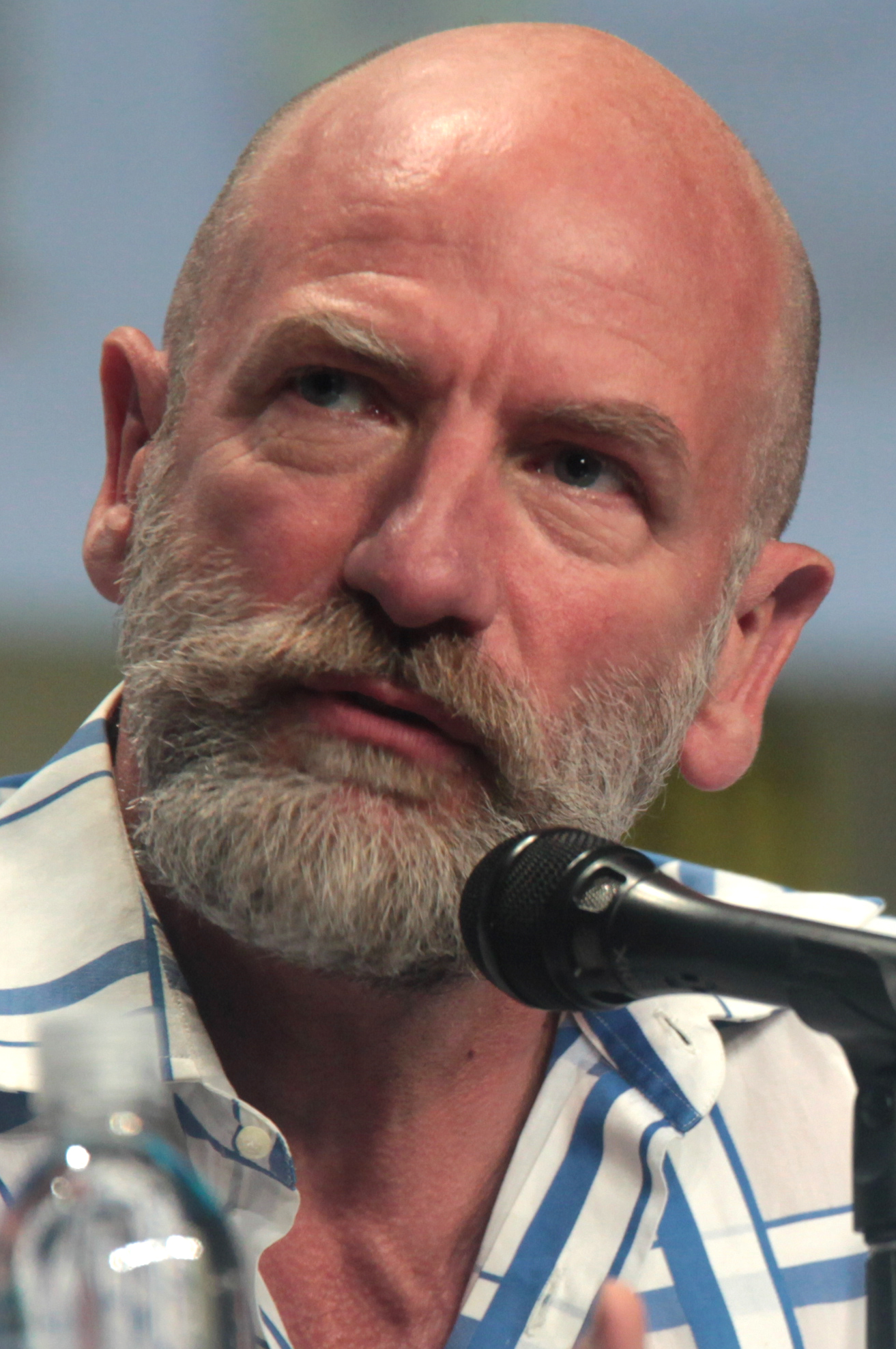
Graham McTavish interpreta il Santo degli Assassini
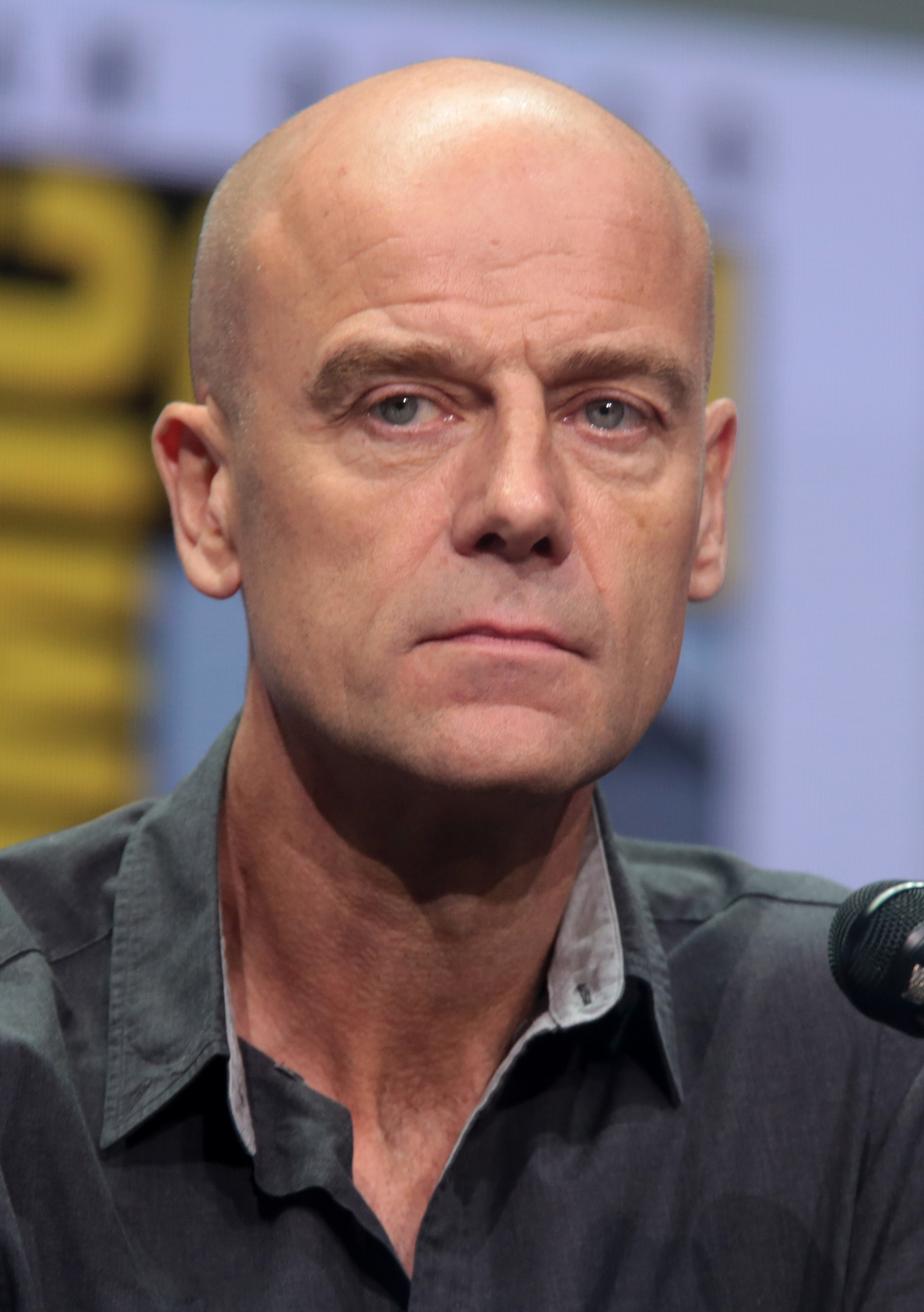
Pip Torrens interpreta Herr Starr
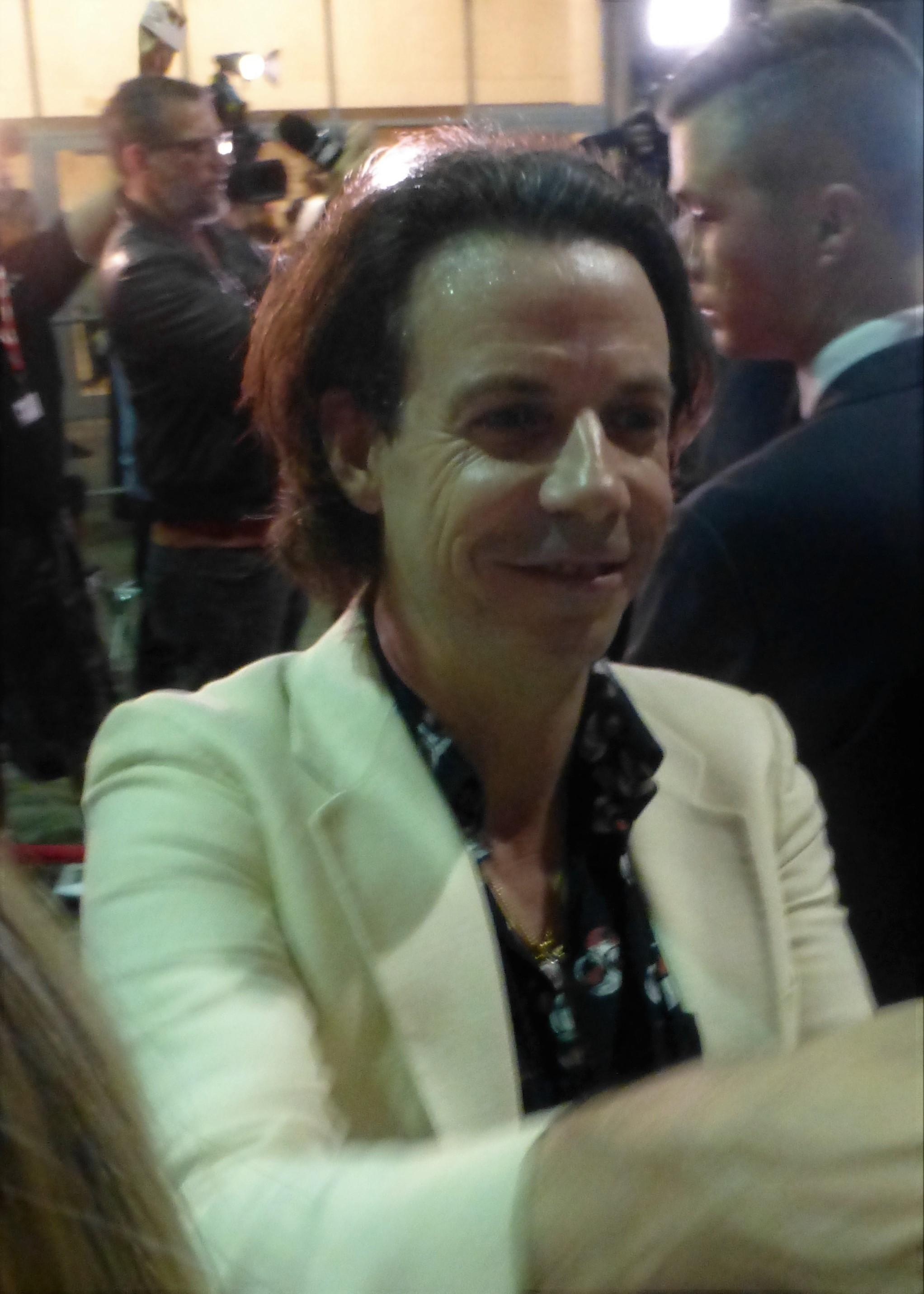
Noah Taylor interpreta Adolf Hitler
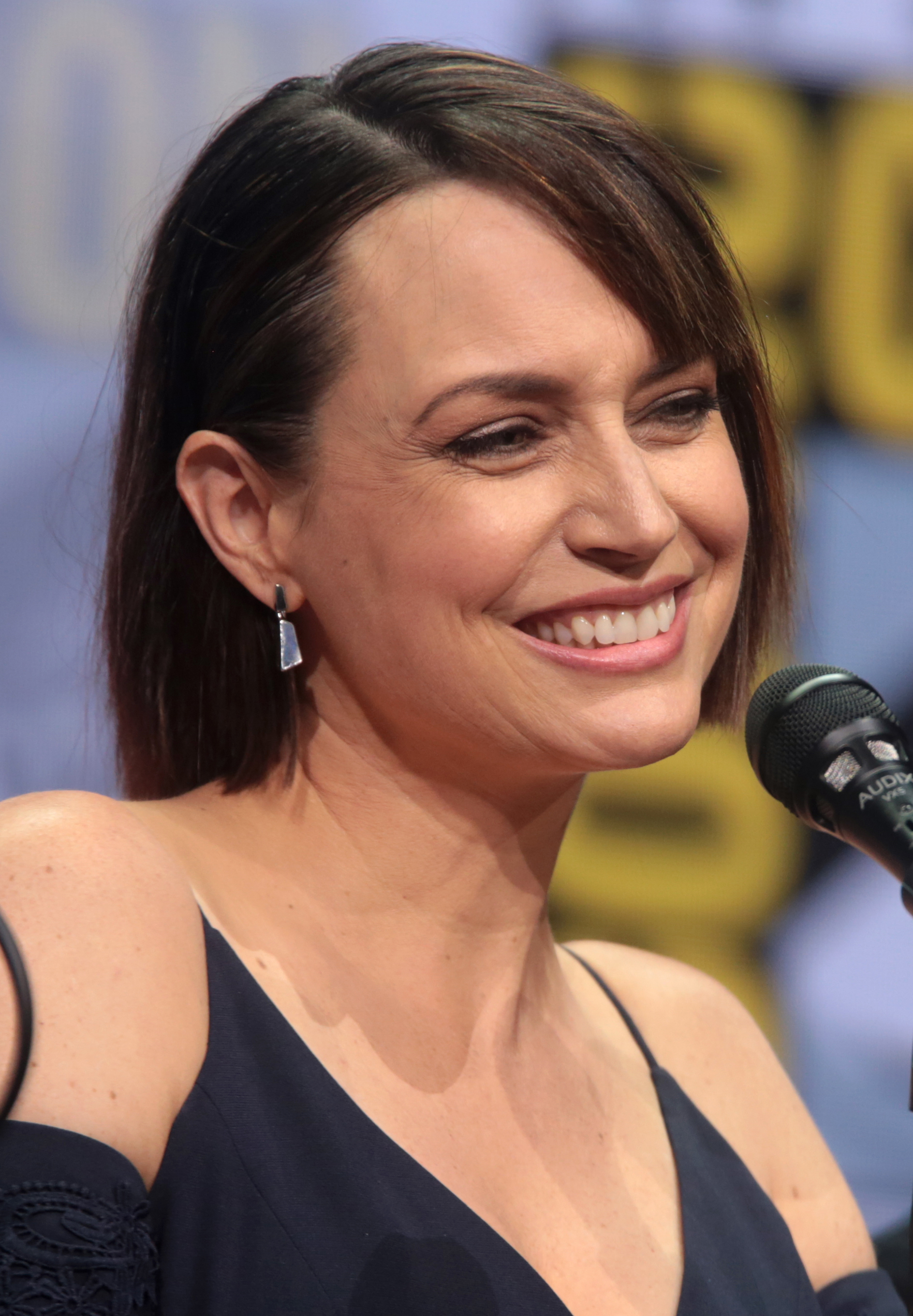
Julie Ann Emery interpreta Lara Featherstone
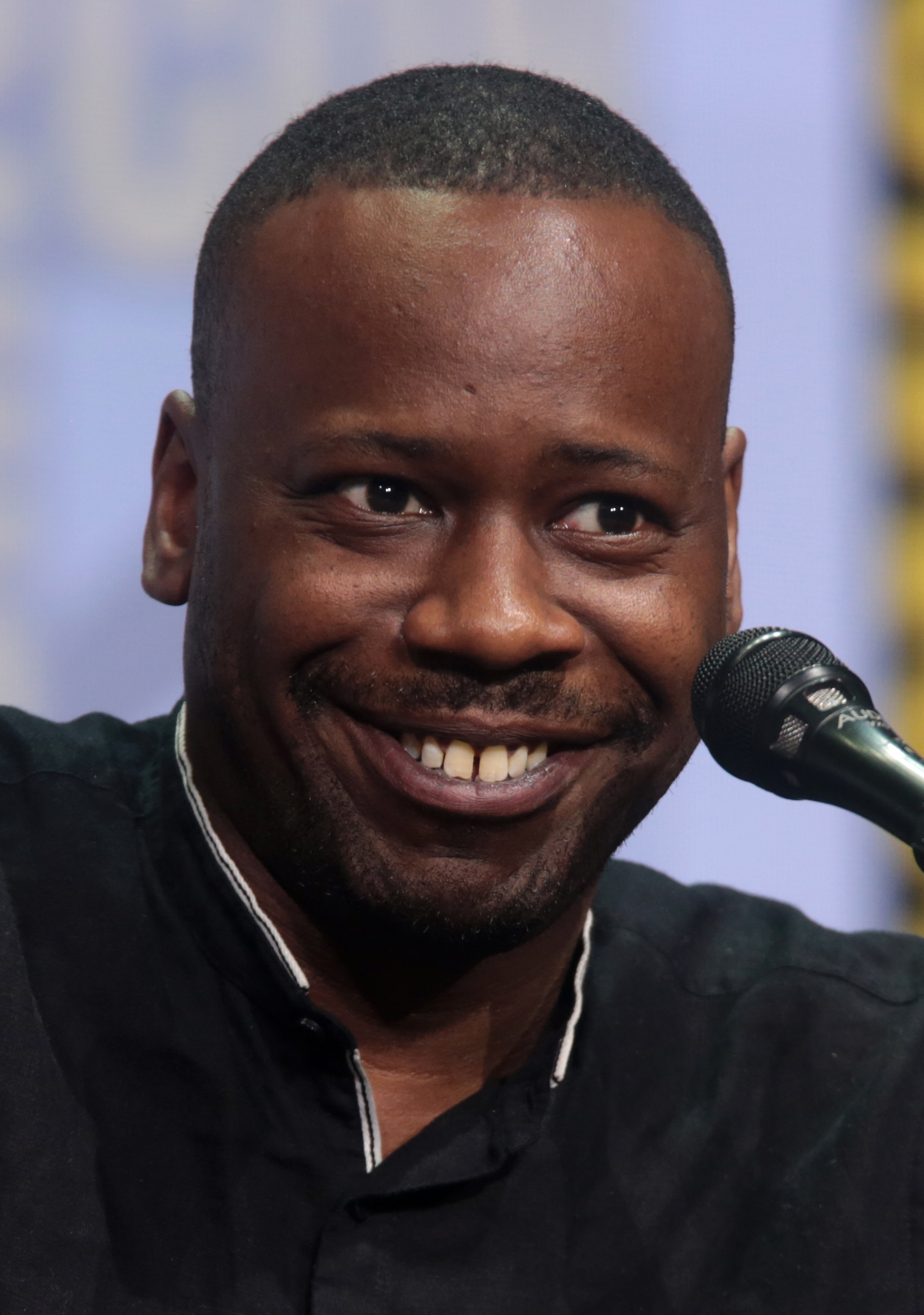
Malcolm Barrett interpreta Hoover
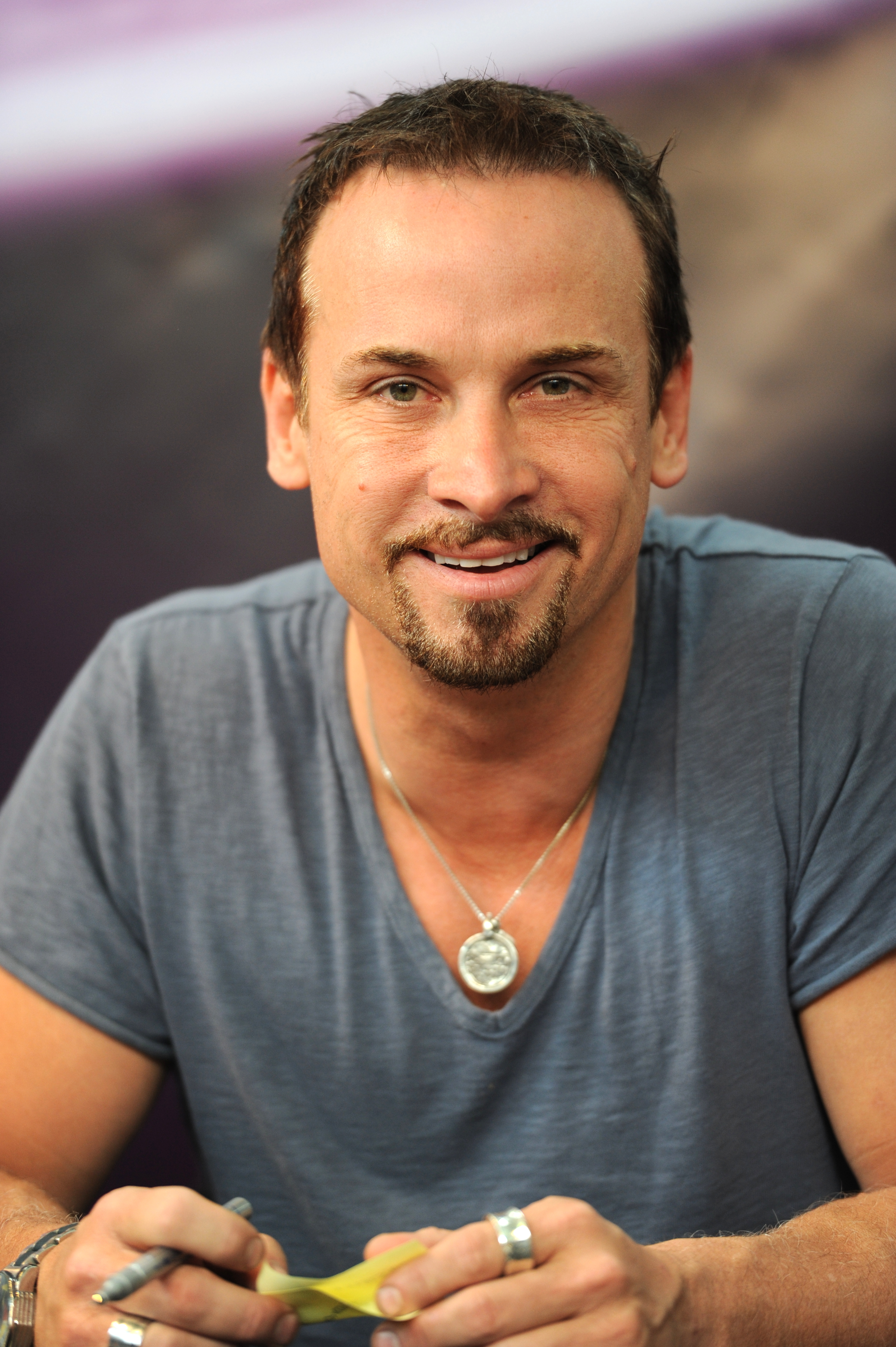
Colin Cunningham interpreta T.C.
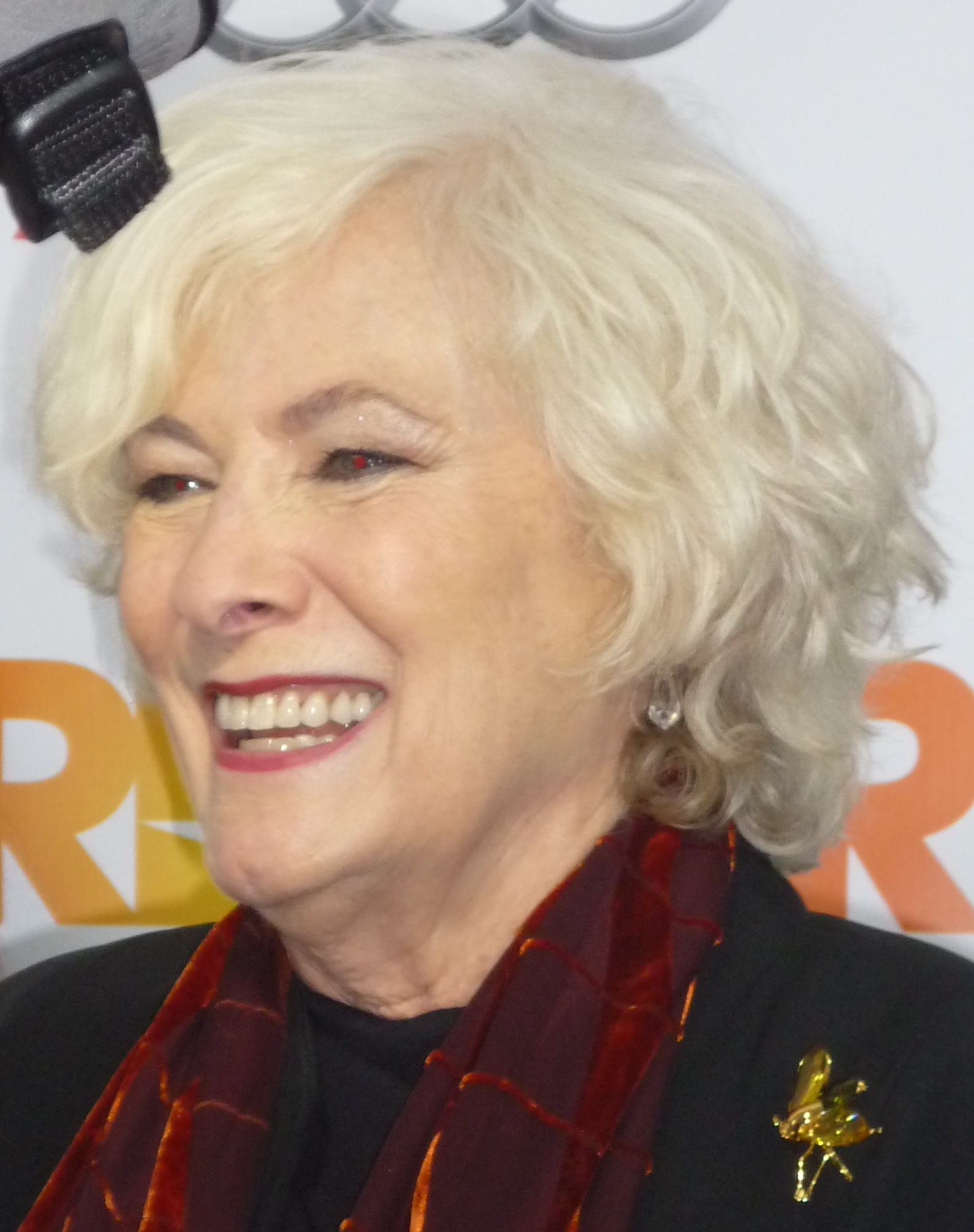
Betty Buckley interpreta Marie L'Angelle
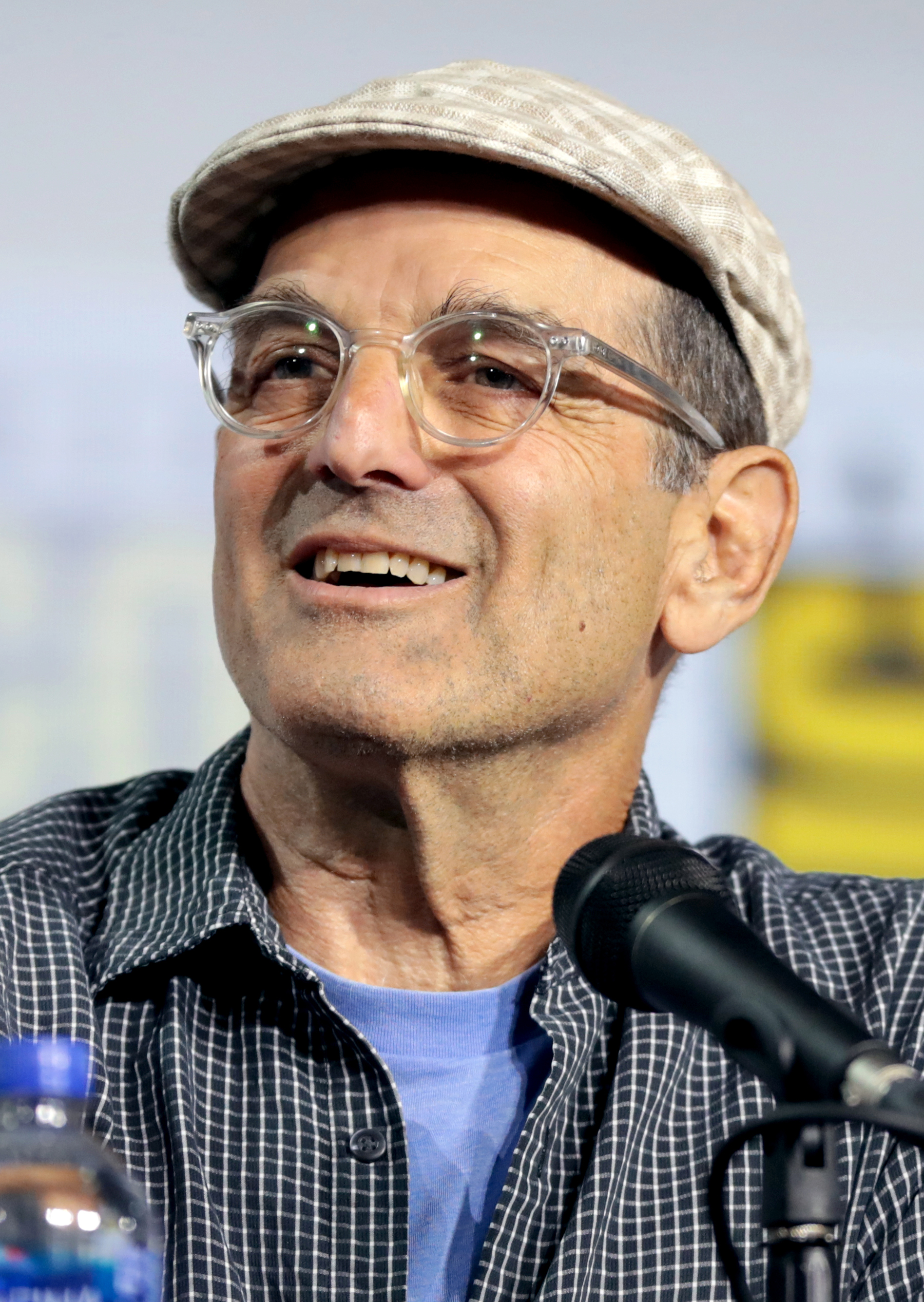
Mark Harelik interpreta se stesso/Dio
Tyson Ritter interpreta Humperdoo/Gesù Cristo

### Personaggi ricorrenti
- Odin Quinncannon (stagione 1), interpretato da Jackie Earle Haley, doppiato da Marco Balzarotti.
Un piccolo, decrepito uomo che non si fa scrupoli per diventare l'uomo più potente di Annville. È il proprietario della Quinncannon Meat & Power, che da oltre 125 anni è nel campo della macelleria.[20] Il pilot originale vedeva Elizabeth Perkins nei panni di Vyla Quincnnon, una versione femminile del personaggio, ma alla fine gli sceneggiatori optarono per la versione maschile presente nei fumetti.
- Miles Person (stagione 1), interpretato da Ricky Mabe, doppiato da Federico Zanandrea.
Il sindaco di Annville.
- Betsy Schenck (stagione 1), interpretato da Jamie Anne Allman, doppiata da Beatrice Caggiula.
Una donna masochista che viene picchiata regolarmente dal marito Donnie.[7]
- John Custer (stagioni 1-2, 4), interpretato da Nathan Darrow, doppiato da Mattia Bressan.
Il padre predicatore di Jesse.
- Terry Loach (stagione 1), interpretata da Bonita Friedericy, doppiata da Cinzia Massironi.
- Tracy Loach (stagione 1), interpretata da Gianna LaPera.
- Chris Schenck (stagione 1), interpretato da Thomas Barbusca, doppiato da Tommaso Sandri.
- Red Reyerson (stagione 1), interpretato da Brian Huskey, doppiato da Claudio Moneta.
- Denis (stagione 2), interpretato da Ronald Guttman.[13]
Il figlio anziano di Cassidy che vive a New Orleans.
- Tyler (stagione 2), interpretato da Justin Prentice.[13]
Un prigioniero all'Inferno.
- Ms. Manning (stagione 2), interpretata da Amy Hill.
Una guardiana dell'Inferno.
- Jody (stagione 3), interpretato da Jeremy Childs.[18]
Uno scagnozzo di Marie L'Angelle che ha ucciso il padre di Jesse.
- Altopadre D'Aronique (stagione 3), interpretato da Jonny Coyne,[21] doppiato da Pietro Ubaldi.
- Eccarius (stagione 3), interpretato da Adam Croasdell,[16] doppiato da Lorenzo Scattorin.
- Madame Boyd (stagione 3), interpretata da Prema Cruz.[16]
- Satana (stagione 3), interpretato da Jason Douglas.
- Hoover 2 (stagione 4), interpretato da Aleks Mikic.
- Arcangelo (stagione 4), interpretato da David Field.

## Talking Preacher
Talking Preacher è un live aftershow presentato da Chris Hardwick in cui intervista gli ospiti e dove si parla degli episodi di Preacher. Lo show ha lo stesso format di Talking Dead, Talking Bad e Talking Saul, anch'essi presentati da Hardwick.
Il primo episodio di Talking Preacher ha debuttato subito dopo il pilot il 29 maggio 2016, con ospiti Seth Rogen, Evan Goldberg, Dominic Cooper e Sam Catlin, ed è stato visto da 538.000 spettatori. La seconda puntata è andata in onda dopo il finale della prima stagione di Preacher il 31 luglio 2016, con ospiti Rogen, Goldberg ed Ian Colletti, ed è stato visto da 620.000 spettatori.
L'aftershow è tornato per i primi due episodi della seconda stagione di Preacher, con una puntata in onda direttamente dopo la seconda puntata del 26 giugno 2017, con ospiti Dominic Cooper, Graham McTavish e Sam Catlin, ed è stato visto da 441.000 spettatori. Un terzo episodio è andato in onda dopo il finale della seconda stagione, con ospite Dominic Cooper, Sam Catlin, Ian Colletti e Pip Torrens, ed è stato visto da 298.000 spettatori.

## Produzione

### Sviluppo
Il 16 novembre 2013 venne annunciato che la AMC era al lavoro su una serie televisiva basata sul fumetto Preacher della Vertigo. Il 18 novembre venne rivelato che Seth Rogen ed Evan Goldberg erano al lavoro sul pilot della serie insieme a Sam Catlin, e che sarebbe stata distribuita dalla Sony Pictures Television. Il 6 febbraio 2014 la AMC ha ordinato una sceneggiatura per il pilota scritta da Rogen e Goldberg, e Sam Catlin è stato confermato nel ruolo di showrunner. Il 3 dicembre 2014 la AMC ha ordinato di iniziare a girare il pilot, scritto da Catlin. I creatori del fumetto Steve Dillon e Garth Ennis figurano come co-produttori esecutivi.
Nel maggio del 2006, alcune indiscrezioni affermavano che il network della TV via cavo HBO avrebbe prodotto un adattamento di Preacher. Nel novembre dello stesso anno, The Hollywood Reporter ha confermato ciò, riferendo che il network stava sviluppando una serie da un'ora a puntata con i produttori esecutivi Mark Steven Johnson e Howard Deutch, il team di sceneggiatori che ha dato vita al film That's Amore. Johnson scriverà anche l'episodio pilota. Mark Steven Johnson ha raccontato a SCI FI Wire che ha in mente di far diventare ogni numero del fumetto un singolo episodio, che sarà il più possibile fedele al materiale originale. "Ho dato alla HBO i fumetti e ho detto, ogni numero dura un'ora" ha dichiarato lo stesso Johnson alla prima del suo film in uscita Ghost Rider a Hollywood. "Ed è come il fumetto... Ho fatto la mia riunione ieri, e Garth Ennis era al telefono, ed eravamo tutti nella stanza, e Garth era tutto: "Non dovete essere così attinenti al fumetto." E io dicevo: "No, no, no. Sarà come il fumetto. Ecco cosa era bello. È la HBO, chi altro lo farebbe a parte loro? Nessuno... HBO è come se dicesse sempre: Facciamolo!" Johnson ha anche confermato che questo adattamento includerà i vari speciali e le miniserie. A fine agosto del 2008, però, lo stesso Johnson ha annunciato che l'adattamento televisivo non avrebbe visto la luce. A causa dell'estrema violenza e dei temi difficili a cui il regista non voleva rinunciare, l'HBO ha infatti deciso di chiudere il progetto. Nonostante il rifiuto del network, Johnson lasciò comunque una porta aperta per una possibile trasposizione cinematografica, magari in una possibile serie di più film. A dispetto di ciò, nel corso di ottobre 2008, è stato annunciato che la Columbia Pictures si è assicurata i diritti del fumetto, affidando la regia al premio Oscar Sam Mendes, regista di American Beauty ed Era mio padre. Produttori della pellicola saranno Neal Moritz e Jason Netter. Allo stesso tempo si è anche parlato della possibilità di trasporre un'altra opera di Ennis, il violento The Boys.
Nel marzo 2015 Ruth Negga è stata scelta per interpretare Tulip O'Hare, ex ragazza di Jesse Custer, e Joe Gilgun è stato scelto per il ruolo di Cassidy, un vampiro irlandese e migliore amico di Jesse. Nell'aprile 2015 Lucy Griffiths è entrata nel cast nel ruolo di Emily Woodrow, ed è stato annunciato che Dominic Cooper avrebbe interpretato il protagonista Jesse Custer. Elizabeth Perkins avrebbe dovuto interpretare Vyla Quincannon, controparte femminile di Odin, ma dopo aver girato il pilota, si è deciso di far rimanere la controparte maschile fedele al fumetto.
Il 9 settembre 2015 la AMC ha ordinato ufficialmente una prima stagione di dieci episodi.

### Rinnovi
Il 29 giugno 2016 la serie viene rinnovata per una seconda stagione, composta da 13 episodi. Il 26 ottobre 2017 viene rinnovata anche per una terza stagione. Il 29 novembre 2018 la serie ottiene il rinnovo anche per una quarta stagione, con la produzione che si trasferisce in Australia. L'8 aprile 2019 viene annunciato che la quarta stagione sarebbe stata l'ultima.

## Promozione e trasmissione
Il primo trailer è stato trasmesso il 1º novembre 2015, durante la messa in onda della serie televisiva The Walking Dead.
La prima stagione, composta da dieci episodi, è andata in onda sulla AMC dal 22 maggio 2016. In Italia è stata pubblicata il 14 dicembre 2016 su Amazon Prime Video.